# Phyllonorycter froelichiella
Phyllonorycter froelichiella là một loài bướm đêm thuộc họ Gracillariidae. Nó được tìm thấy ở khắp châu Âu, except Hy Lạp.

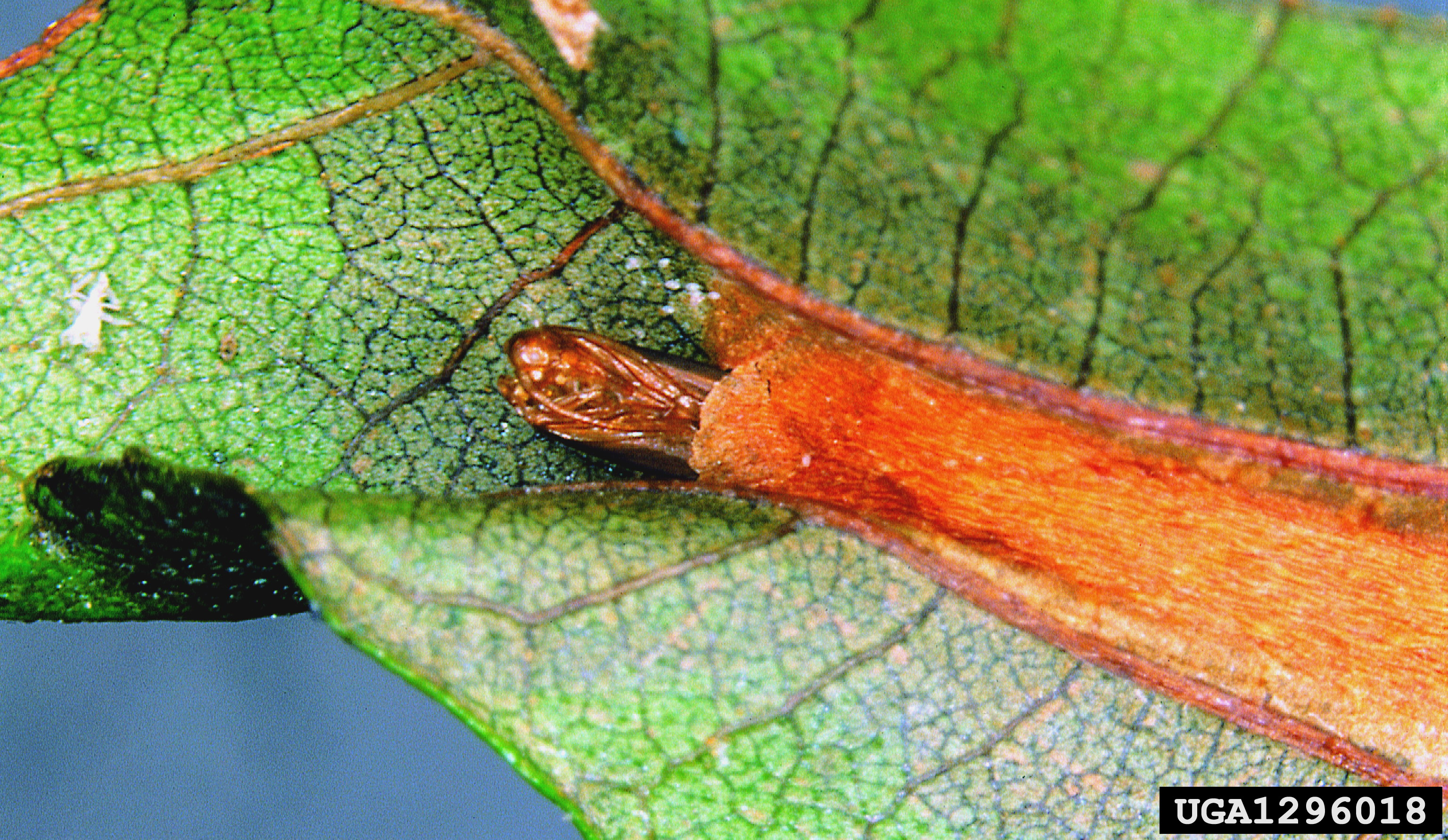
Pupa

Sải cánh dài 9–10 mm. Con trưởng thành bay từ tháng 7 đến tháng 8 làm một đợt in miền tây Europe.
Ấu trùng ăn Alnus glutinosa và Alnus incana. Chúng ăn lá nơi chúng làm tổ. They create a large, lower-surface tentiform mine. The mine often occupies the entire space between two side veins, from the midrib almost to the leaf margin. There are no clear folds in the lower epidermis. Unlike other Phyllonorycter species that feed on Alnus, the larvae are grey (instead of white). The pupa is made in a light brown cocoon that is fastened to the roof of the mine.